# Cerithiella cepene
Cerithiella cepene is een slakkensoort uit de familie van de Newtoniellidae. De wetenschappelijke naam van de soort is voor het eerst geldig gepubliceerd in 2007 door Lima & Barros.